# Schwestern Cone

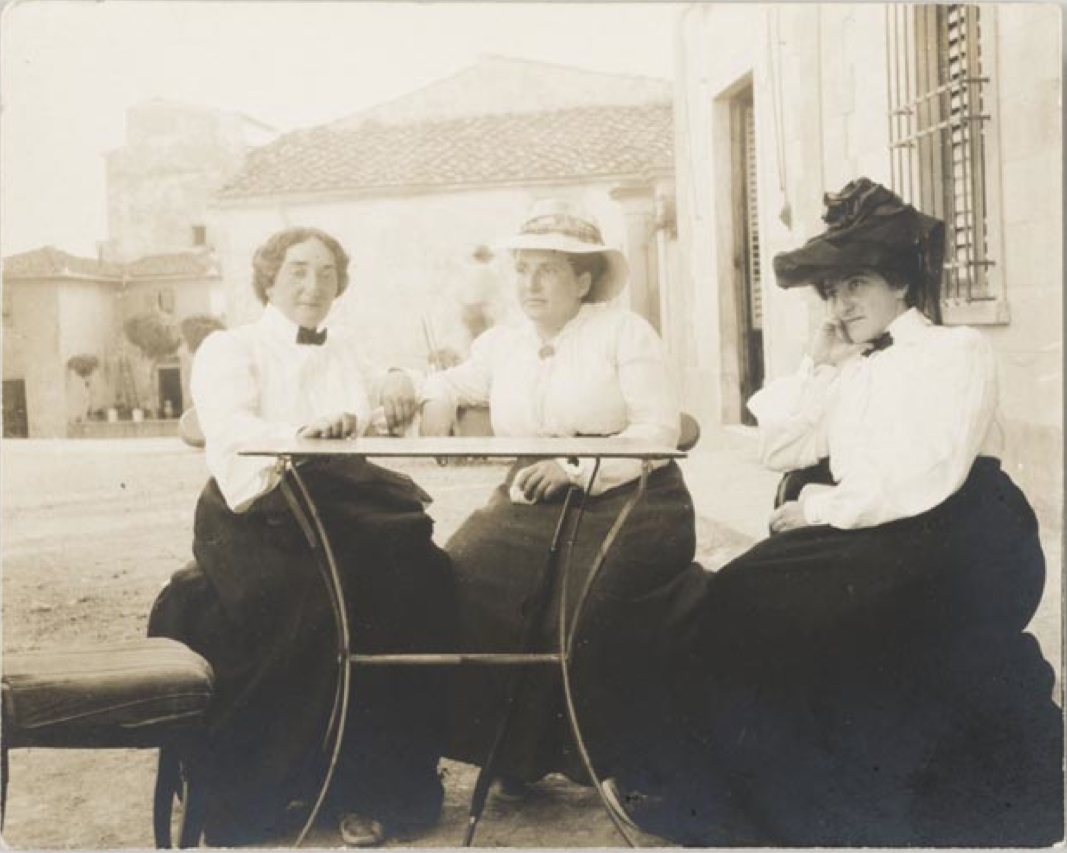
Claribel Cone, Gertrude Stein und Etta Cone in Settignano bei Fiesole im Juni 1903

Die Schwestern Cone waren Claribel Cone (* 14. November 1864; † 20. September 1929) und Etta Cone (* 11. November 1870; † 31. August 1949) aus Baltimore. Gemeinsam trugen die beiden wohlhabenden Gesellschaftsdamen während des Gilded Age (1870er Jahre bis etwa zur Jahrhundertwende) eine der besten Sammlungen moderner französischer Kunst in den Vereinigten Staaten von Amerika zusammen.

## Leben
Der Vater der Schwestern war Herman(n) Kahn, der 1828 in Altenstadt an der Iller (Bayern) geboren wurde und im Alter von 17 in die USA emigrierte, um dem Wehrdienst zu entgehen. Hier änderte er seinen Namen in Cone. Auch seine Frau Helen, geborene Guggenheimer, stammte aus Deutschland. Bis 1871 lebte die Familie in Jonesborough, Tennessee, wo sie einen erfolgreichen Lebensmittelhandel betrieben. Hier wurden auch die fünf ersten ihrer insgesamt zwölf Kinder geboren, darunter auch Claribel und Etta, bevor die Familie nach Baltimore, Maryland umzog.
Die beiden ältesten Brüder, Moses und Ceasar (sic!) zogen später nach Greensboro, North Carolina. Sie gründeten dort eine Textilfirma, die sie Proximity Manufacturing Company nannten, die aber allgemein als Cone Mills Corporation bekannt war und heute ein Teil der International Textile Group ist. Während des Ersten Weltkriegs trug das Unternehmen von „Brother Moses“ wesentlich zum Wachstum des Familienvermögens bei.
Die beiden Schwestern, von denen die eine (Claribel) eine stärkere Persönlichkeit hatte und unabhängig war, während die andere (Etta) als geschwätzig galt und Gesellschaft liebte, lebten fünfzig Jahre lang in benachbarten Wohnungen in einem Haus in der Eutaw Street in Baltimore. Beide machten ihren Schulabschluss auf der Western Female High School.
Claribel besuchte das Women's Medical College of Baltimore und promovierte hier im Jahr 1890, um Ärztin und Pathologin zu werden. Sie arbeitete im pathologischen Labor der Medizinischen Fakultät der Johns Hopkins University, aber nie als Ärztin in eigener Praxis. Sie unterrichtete Pathologie und tauschte sich mit europäischen Forschern auf ihrem Gebiet aus.
Etta war ausgebildete Klavierspielerin und führte den Familienhaushalt. Beide reisten häufig und lange nach Europa, ab 1901 fast jährlich.

## Sammlerinnen

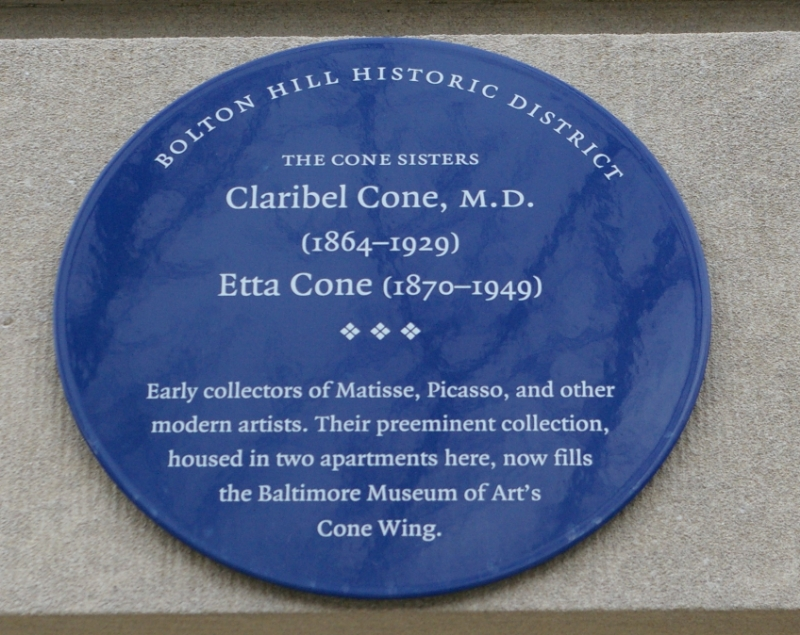
Blue Plaque für die Cone Sisters in Bolton Hill, Baltimore

Die Schwestern waren befreundet mit Literaten, besonders Gertrude Stein und Alice B. Toklas, und bildenden Künstlern wie Henri Matisse und Pablo Picasso.
Etta begann mit dem Kauf von Kunst im Jahr 1898, als sie von einem ihrer älteren Brüder 300 US-Dollar erhielt, um damit das Haus der Familie zu dekorieren. Aus diesem Anfang mit fünf Gemälden von Theodore Robinson entwickelte sich eine lebenslange Leidenschaft. Zunächst hatte sie einen eher konservativen Geschmack, aber eines Tages im Jahr 1905, als die Schwestern auf einer Reise durch Europa waren, besuchten sie Gertrude Stein in Paris. Etta wurde mit Picasso und dann im folgenden Jahr mit Henri Matisse bekannt gemacht, dessen Kunst zu einem Schwerpunkt ihrer Sammlung werden sollte. Etta tätigte einige kleinere Ankäufe, um aufstrebenden Künstlern zu helfen, so auch in der Heimat beim Maryland Institute College of Art. Sie kaufte auch sehr günstig bei den Steins ein, die ständig Geld brauchten, und soll ausrangierte Zeichnungen aus Picassos Studio für jeweils nur zwei oder drei US-Dollar erworben haben.
Im Gegensatz zu ihrer Schwester erwarb Claribel großzügig die Werke der künstlerischen Avantgarde. Sie kaufte Matisse’ Gemälde Blauer Akt (Erinnerung an Biskra) für 120.760 Franc und Paul Cézannes Mont Sainte-Victoire Seen From the Bibemus Quarry für 410.000 Francs für ihre Sammlung. Etta war sehr viel konservativer und gab im Allgemeinen höchstens um die 10.000 Francs für ein Gemälde oder eine Gruppe von Zeichnungen aus. Ein Sammlungsschwerpunkt für beide war die Nizza-Periode im Werk von Matisse.

## Cones und Steins
Gertrude Stein und ihr Bruder Leo waren Waisen und zogen nach Baltimore, um bei einer Tante unterzukommen. Bald darauf wurden sie ein Teil des Freundeskreises der Cone-Schwestern. Als Claribel am Women's Medical College studierte, war Gertrude ihre Kommilitonin. Obwohl es einen großen Altersunterschied zwischen beiden gab, waren diese unkonventionellen Frauen voneinander angetan und teilten ein gemeinsames Interesse an Musik, bildender Kunst und gediegener Unterhaltung. Etta hat später Leo Stein dafür gedankt, ihren Sinn für moderne Kunst geweckt zu haben. Etta war eigentlich zurückhaltend und konservativ. Sie war jedoch fasziniert von Gertrudes freizügigem Bohème-Lebensstil, und es gibt Andeutungen, dass beide eine Zeitlang ein Liebesverhältnis verband. Dieses Beziehung kühlte jedoch ab, als Alice B. Toklas in Gertrudes Leben trat.
In ihrem Werk Two Women schrieb Gertrude Stein über die beiden:

“There were two of them, they were sisters, they were large women, they were rich, they were very different one from the other one.”

„Da waren zwei, sie waren Schwestern, sie waren große Frauen, sie waren reich, sie waren sehr verschieden voneinander.“

## Gesellschaftlicher Status
Es waren vor allem ihre gesellschaftlichen Kontakte, die den beiden Schwestern einen Vorteil gaben und die es ihnen ermöglichten, eine Sammlung von Weltgeltung zusammenzubringen. Ihre Sammlung umfasste Gemälde, Zeichnungen und Skulpturen von Pablo Picasso, Vincent van Gogh, Paul Gauguin und Paul Cézanne. Wie etwa zehn Prozent der Frauen ihrer Generation haben beide Schwestern nie geheiratet. Wie es damals in ihren Kreisen üblich war, reisten sie oft in der Gesellschaft anderer Frauen. Claribels Streben nach einem medizinischen Hochschulabschluss wurde als unlady-like in ihren Gesellschaftskreisen angesehen. Sie galten als Exzentrikerinnen.
Allerdings waren die Ankäufe der Schwestern mehr von romantischer Nächstenliebe inspiriert als von dem planmäßigen Bestreben, eine Kunstsammlung aufzubauen. Einige Porträts und andere Gemälde erwarben sie lediglich, um die Wände ihrer Wohnungen bis in den letzten Winkel damit zu dekorieren. Erst nach Claribels frühem Tod durch eine Lungenentzündung nahm Etta professionelle Hilfe durch Kunsthändler in Anspruch. Claribel hatte in ihrem Testament ihre Sammlung Etta hinterlassen, verbunden mit der Bestimmung, die Kollektion schließlich dem Baltimore Museum of Art zu übergeben, falls der Geist der Wertschätzung moderner Kunst in Baltimore sich bessern sollte.

## Cone Collection
Die Cone Collection umfasst Stücke weltberühmter Künstler: Henri Matisse’ Blue Nude (1907) und Large Reclining Nude (1935), Paul Cézannes Mont Sainte-Victoire Seen from the Bibémus Quarry (c. 1897), Paul Gauguins Vahine no te vi (Woman of the Mango) (1892), und Pablo Picassos Mother and Child (1922). Die Cone-Schwestern sammelten Matisse während seiner gesamten Schaffenszeit und brachten so 42 seiner Ölgemälde, 18 Skulpturen, 36 Zeichnungen, 155 Drucke, und sieben von ihm illustrierte Bücher in ihren Besitz, ebenso 250 Zeichnungen, Drucke und Kupferstich-Platten für Matisses erstes illustriertes Buch Poésies de Stéphane Mallarmé. Andere bekannte Werke von Matisse in der Sammlung sind Woman in a Turban (Lorette) (1917), Seated Odalisque, Left Knee Bent, Ornamental Background and Checkerboard (1928), und Interior, Flowers and Parakeets (1924). Die insgesamt 500 Werke von Matisse in der Cone Collection bilden die weltweit größte und repräsentativste Werkgruppe des Künstlers.
Die Schwestern erwarben auch viele Werke von Picasso. Darunter sind 114 seiner Drucke und Zeichnungen aus seinen frühen Jahren in Barcelona und aus seiner Rosa Periode (1905–1906) in Paris.
Sie kauften auch Kunstwerke amerikanischer Künstler, mehr als 1.000 Drucke, Bücher und Zeichnungen. Ein anderer Teil ihrer Sammlung umfasste Textilien, Schmuck, Möbel und Kunsthandwerk. Dabei erwarben sie nicht nur Stücke aus Europa und Asien, sondern auch ägyptische Skulpturen, orientalische Textilien, indische Metall-Objekte, französischen Schmuck des 18. Jahrhunderts, japanische Drucke und afrikanische Skulpturen.
Nach Etta Cones Tod im Jahre 1949 wurde die Sammlung dem Baltimore Museum of Art gestiftet. Sein Cone Wing zeigt davon über 3000 Stücke. Der Schätzwert der gesamten Sammlung liegt heute bei 1 Milliarde Dollar.

## Andere Sammlungen
Ein Teil der Kunstsammlung der Schwestern, darunter viele Lithographien und Bronzen von Matisse, befindet sich im Weatherspoon Art Museum der University of North Carolina at Greensboro, wo sich einst die Textilmühlen der Familie befanden, die eine große Rolle in der Geschichte des Ortes und im Zustandekommen des Familienvermögens spielten.
Laura Cone, geb. Weil, Ettas Schwägerin, war eine Absolventin der University of North Carolina at Greensboro und bat Etta um eine Spende zur Eröffnung des Museums 1942. In ihrem Testament vom 18. Mai 1949 hinterließ Etta dem Museum 67 Drucke von Matisse und sechs seiner Bronze-Skulpturen sowie eine große Anzahl an Drucken und Zeichnungen, unter anderem von Picasso, Félix Vallotton, Raoul Dufy und John D. Graham.

## Archivquellen
- The Cone Collection at the Baltimore Museum of Art, 2001, Cone Archives, Baltimore Museum of Art.
- Liza Kirwin: Correspondence of Claribel and Etta Cone. In: Archives of American Art Journal. V. Band 27, Nr. 2, 1987, S. 34.
- Probate inventory of Etta Cone. Maryland State Archives, Baltimore City, Register of Wills – serial #52036, folio #14, Book #308.
- Probate inventory Claribel Cone. Maryland State Archives, Baltimore City, Register of Wills – serial #10225, folio #315, Book #257.
- Will of Etta Cone. 18. Mai 1949, Maryland State Archives, Baltimore City, Register of Wills – serial #52036, folio #35, Book #233, CR 232, case #690, S. 35.
- Will of Dr. Claribel Cone. 25. April 1929, Maryland State Archives, Baltimore City, Register of Wills – serial #10225, folio #531, Book #165, Case #447, S. 61.
- Dr. Claribel Cone, A Remarkable Woman. 8. April 1911, The Baltimore Evening Sun, interview available on microfilm at the library at Morgan State University, and University of Maryland, Baltimore County, and University of Maryland, College Park.